# Кішпек (село)
Кішпек (рос. Кишпек) — село у Баксанському районі Кабардино-Балкарії Російської Федерації.
Орган місцевого самоврядування — сільське поселення Кішпек. Населення становить 4554 особи.

## Історія
Згідно із законом від 27 лютого 2005 року органом місцевого самоврядування є сільське поселення Кішпек.

## Населення
| 2002  | 2010  | 2012  | 2013  | 2014  | 2015  | 2016  |
| ----- | ----- | ----- | ----- | ----- | ----- | ----- |
| 4201  | ↗4554 | ↗4608 | ↗4652 | ↗4700 | ↗4764 | ↗4784 |
| 2017  | 2018  | 2019  | 2020  |       |       |       |
| ↗4813 | ↗4855 | ↗4870 | ↗4901 |       |       |       |